# Liam Trotter
Liam Antony Trotter (Ipswich, Inglaterra, 24 de agosto de 1988), exfutbolista inglés. Jugaba de centrocampista y su último equipo fue el Chelmsford City F.C. de la National League South.

## Clubes
| Club                         | País           | Año       |
| ---------------------------- | -------------- | --------- |
| Ipswich Town                 | Inglaterra     | 2006-2010 |
| Millwall FC (préstamo)       | Inglaterra     | 2006      |
| Grimsby Town (préstamo)      | Inglaterra     | 2008      |
| Scunthorpe United (préstamo) | Inglaterra     | 2009      |
| Millwall FC                  | Inglaterra     | 2010-2014 |
| Bolton Wanderers (préstamo)  | Inglaterra     | 2014      |
| Bolton Wanderers             | Inglaterra     | 2014-2017 |
| Nottingham Forest (préstamo) | Inglaterra     | 2015-2016 |
| AFC Wimbledon                | Inglaterra     | 2017-2019 |
| Orange County SC             | Estados Unidos | 2019      |
| Bromley Football Club        | Inglaterra     | 2020-2022 |
| Chelmsford City F.C.         | Inglaterra     | 2022-2023 |

## Palmarés

### Campeonatos nacionales
| Título          | Club         | País       | Año  |
| --------------- | ------------ | ---------- | ---- |
| Copa FA Juvenil | Ipswich Town | Inglaterra | 2005 |